# Marcel Dicke
Marcel Dicke ( 28 november 1957, Dordrecht) is een Nederlands hoogleraar entomologie die sinds 2002 is verbonden aan de Wageningen Universiteit. Hij verricht onderzoek naar insecten en heeft publicaties in de wetenschappelijke tijdschriften Science en Nature op zijn naam staan. Voor zijn onderzoek naar de interactie tussen planten en insecten ontving hij in 2007 de Spinozapremie.

## Carrière
Dicke studeerde biologie aan de Universiteit Leiden waar hij in 1982 cum laude afstudeerde, waarna hij in 1988 promoveerde aan de Wageningen Universiteit. Hij promoveerde met Joop van Lenteren en Maus Sabelis als promotoren op het proefschrift Infochemicals In Tritrophic Interactions. Origin and function in a system consisting of predatory mites. Van 1997 tot 2001 bekleedde hij de Uyttenboogaart-Eliasenleerstoel, onderdeel van de leerstoelgroep Entomologie, waar hij sinds 2002 hoogleraar is.
Sinds 2003 is hij bestuurslid van het Landbouwexport fonds 1918 en sinds 2006 is hij vicevoorzitter van de Nederlands Entomologische Vereniging. In 2008 werd hij verkozen als lid van de Koninklijke Hollandse Maatschappij der Wetenschappen en in 2013 was hij jurylid van de Dr. A.H. Heinekenprijs voor de Milieuwetenschappen. In 2013 werd hij voorzitter van de Uyttenboogaart-Eliasen Stichting en voorzitter van de raad van bestuur bij de Van Groenendael-Krijger Stichting.
In 2011 verscheen Dickes boek Blij met een dooie mug en andere verhalen over insecten, ISBN 9789035136588.

## Wetenschappelijke activiteiten
Dicke heeft onderzoek verricht naar de titrofe interacties tussen planten, plantenetende insecten en roofinsecten. Uit het onderzoek bleek dat bepaalde planten een stof afscheiden die roofinsecten aantrekt wanneer ze geconsumeerd worden door plantenetende insecten. Dit onderzoek is in 1988 gepubliceerd en Dicke was toentertijd de eerste onderzoeker die over dit onderwerp publiceerde.
Later is hij zich gaan inzetten om de consumptie van insecten binnen een breed publiek een geaccepteerd goed te maken. Zo was hij aanwezig als gastspreker op TEDGlobal 2010 waar hij tijdens zijn presentatie Why not eat insects? onderbouwde waarom mensen meer insecten zouden moeten eten. Hij stelde dat het efficiënt is om insecten te kweken die als voedsel gebruikt kunnen worden, het levert minder afval op en volgens Dicke zijn er mogelijk positieve effecten voor de gezondheid. In 2014 publiceerde hij samen met Arnold van Huis en Henk van Gump The Insect Cookbook: Food for a sustainable planet, een vertaling van en uitbreiding op Het insectenkookboek waarvan Dicke co-auteur is.
Als onderzoeker heeft hij meer dan driehonderd publicaties op zijn naam staan waarvan een deel in de wetenschappelijke tijdschriften Nature en Science.

## Erkenning
In 2006 ontving Dicke de Rank Prize en in datzelfde jaar ontving hij de Academische Jaarprijs wegens het organiseren van  City of Insects in Wageningen waar 20.000 bezoekers op afkwamen. Het jaar erop kreeg hij de Spinozapremie toegekend voor zijn onderzoek naar de interactie tussen planten en insecten. In 2011 trad hij toe tot de Koninklijke Nederlandse Academie van Wetenschappen. Hij is daar lid van de sectie biologie, vallende onder de afdeling natuurkunde. In 2013 won hij samen met "team Vroege Vogels" de Eurekaprijs voor wetenschapscommunicatie omdat ze het grotere publiek beter betrokken maakte bij de wetenschap. Tevens maakten zij wetenschappelijke kennis voor een breed publiek toegankelijk.